# Mike Reader
Michael Reader est un homme politique du Parti travailliste britannique qui est député de Northampton South depuis 2024.

## Biographie
Reader étudie le génie civil et obtient son diplôme de l'Université de Loughborough en 2007, puis une maîtrise à l'Université de Coventry en 2009. Il travaille pendant 10 ans chez Pick Everard, cabinet de conseil en construction. Pendant son séjour là-bas, il contribue à fonder Perfect Circle, une coentreprise avec Gleeds et Aecom qui créé 500 emplois dans les East Midlands. Il déclare plus tard à Construction News que ses ambitions politiques ont été suscitées alors qu'il travaillait pour Pick Everard pendant le gouvernement de coalition dirigé par les conservateurs de 2010 à 2015.
En 2017, il rejoint ensuite l'entreprise de construction Mace où il travaille pendant plus de six ans. Chez Mace, pendant la pandémie de COVID-19, il travaille sur un projet du NHS Nightingale en tant que directeur des opérations de l'équipe de construction.
Sélectionné pour briguer le siège de Northampton South en mars 2023, Reader prend un congé sabbatique de son travail chez Mace pendant la campagne des élections générales de 2024. Il remporte le siège face à Andrew Lewer, un conservateur.